# Verhnea Vîznîțea, Muncaci
Verhnea Vîznîțea (în ucraineană Верхня Визниця) este localitatea de reședință a comunei Verhnea Vîznîțea din raionul Muncaci, regiunea Transcarpatia, Ucraina.

## Demografie
Componența lingvistică a localității Verhnea Vîznîțea
     Ucraineană (99,11%)
     Alte limbi (0,83%)
Conform recensământului din 2001, majoritatea populației localității Verhnea Vîznîțea era vorbitoare de ucraineană (99,11%), existând în minoritate și vorbitori de alte limbi.